# Opiano de Anazarba
Opiano (en griego antiguo: Ὀππιανός), conocido como Opiano de Anazarba, Opiano de Córico u Opiano de Cilicia, es un autor de habla griega nacido en Cilicia, en Córico/Anazarba, que vivió en el siglo II. Es principalmente conocido como el autor de un poema científico sobre la pesca, la Haliéutica (Ἁλιευτικά).

## Biografía
Se sabe muy poco de su vida, excepto que vivió en Roma durante el final del reinado de Marco Aurelio. Según un biógrafo anónimo, el padre de Opiano, cayó en desgracia con Lucio Vero, coemperador con Marco Aurelio, por no haberle presentado sus respetos cuando visitó Roma y fue desterrado a Malta. Según las Vidas bizantinas. Opiano, que había acompañado a su padre al exilio, regresó después de la muerte de Vero (año 169) y presentó sus poemas a Marco Aurelio, quien estaba tan complacido con ellos que le dio al autor una pieza de oro por cada línea, ganó su favor y perdonó a su padre. Opiano se hizo famoso por su obra poética, pero murió joven, a los treinta años, de una epidemia de peste. Sus contemporáneos erigieron una estatua en su honor, con una inscripción que aún existe, que contiene un lamento por su muerte prematura y un elogio de su genio precoz.  
No debe confundirse con Opiano de Apamea, que vivió en el siglo II en Antioquía del Orontes y que es autor de un poema sobre la caza, titulado Cinegética.

## Obras

### Haliéutica
La Haliéutica tiene 3506 versos repartidos en dos cantos que describen los peces y tres cantos que tratan del arte de la pesca. El poeta describe 16 moluscos, 7 crustáceos, 2 gusanos, 2 equinodermos, un porífero (esponja) así como 122 peces, 5 mamíferos y un reptil. Remontándose in fine a los tratados biológicos de Aristóteles, el conocimiento ictiológico desplegado en la Haliéutica depende también de los manuales helenísticos perdidos para nosotros, así como al Epítome de Aristófanes de Bizancio.
Algunas de sus descripciones no siempre son muy científicas. Así, la rémora (Remora remoraa) tenía fama de ser capaz de detener un barco con todas las velas desplegadas. Otras son más precisos, como el de un crustáceo desprovisto de caparazón escondido en conchas, probablemente el cangrejo ermitaño. Los comportamientos son a veces muy precisos, como la técnica de pesca de la lamprea, que utiliza pequeños filamentos en movimiento colocados cerca de la boca y que, imitando a los gusanos, atraen a ciertos peces. Opiano es elogioso con el delfín, cuya belleza y velocidad alaba varias veces. Lo consideraba el rey de los «peces».
La descripción de las numerosas técnicas de pesca muestra la gran finura de las observaciones realizadas por los pescadores y el alto grado de sofisticación de los métodos utilizados.

### Obras atribuidas a Opiano por error
A pesar de lo que indican los títulos de los manuscritos bizantinos, Opiano no es el autor del poema perdido sobre la caza con cola de los pájaros, el Ixéutica (Ἰξευτικά), que fue escrito por un poeta llamado Dionisio.